# Macromitrium nigricans
Macromitrium nigricans är en bladmossart som beskrevs av Mitten 1859. Macromitrium nigricans ingår i släktet Macromitrium och familjen Orthotrichaceae. Inga underarter finns listade i Catalogue of Life.